# Ainslie Meares
Ainslie Dixon Meares (* 3. März 1910 in Malvern, Victoria; † 19. September 1986 in Melbourne) war ein australischer Psychiater, der als Vertreter der Hypnotherapie und Erforscher meditativer Praktiken des indischen Subkontinents bekannt wurde.

## Leben und Wirken
Ainslie Meares wurde als Sohn von Albert und Eva Meares geboren. Er besuchte das Gymnasium in Melbourne. Anschließend studierte er an der Universität Melbourne, wo er 1934 einen Abschluss in Agrarwissenschaften erwarb. Danach heiratete er am 18. Juni 1934 Bonnie Byrne, mit der er drei Kinder hatte. Er entschloss sich in der Folge, den Beruf des Arztes zu ergreifen. 1940 erwarb er einen ersten Abschluss in Medizin mit Schwerpunkt Chirurgie an der Universität von Melbourne. Während des Zweiten Weltkriegs diente er in der australischen Armee als Arzt.
Nach dem Krieg bildete er sich in England im Fach Psychiatrie weiter und qualifizierte sich nach Studien an der Universität London 1947 als Facharzt. 1958 erwarb er das medizinische Doktorat der Universität Melbourne. Schon in den 1940er Jahren setzte sich Meares intensiv mit der Hypnose und ihren Möglichkeiten in der Therapie auseinander. In den 1950er Jahren begann er seine in der Folge viel beachteten Forschungsergebnisse zu veröffentlichen.
In den 1960er Jahren kamen zu seinen Forschungen über die Hypnose solche zur Meditation. In Indien, Nepal und Japan setzte sich Meares mit Methoden der Meditation in Hinduismus und Buddhismus auseinander. Meares wollte als Arzt meditieren, um als ruhige Persönlichkeit effektiv auf Patienten zu wirken. Zugleich entwickelte er aus den asiatischen Vorbildern meditative Methoden für seine Patienten, die er in der Schmerztherapie und zur Behandlung von Krebs einsetzte.
1980 untersuchte Meares die Auswirkungen längerer Meditationssitzungen auf Krebspatienten, indem er 73 Personen mit fortgeschrittenem Krankheitsbild beobachtete, die täglich zwei Stunden meditierten. In fünf Fällen beschrieb er dramatische Verbesserungen, in fünf anderen ein langsameres Fortschreiten des Krebses und in fast allen Fällen einen Rückgang von Schmerzen und eine Verbesserung der Lebensqualität.
Ainslie Meares war auch ein Impulsgeber für die Kunsttherapie. Er wirkte diesbezüglich unter andren auf Judith Aron Rubin. Er war von Einfluss auf die Schriftstellerin Barbara Hanrahan. Meares war auch mit dem Philosophen und Schriftsteller Volker Zotz befreundet, der 1986 eines seiner Bücher über Meditation ins Deutsche übersetzte.

## Werke in Auswahl
- A System of Medical Hypnosis. New York: Julian Press 1960
- A Way of Doctoring. Melbourne: Hill of Content 1985
- Cancer: Another way? Melbourne: Hill of Content 1977
- Hypnography. A Study in the Therapeutic Use of Hypnotic Painting. Sprinflied: Charles C. Thomas 1957
- Relief Without Drugs. The Self-Management of Tension, Anxiety and Pain. Sydney: Fontana 1970
- The Door of Serenity: a Study in the Therapeutic use of Symbolic Painting. London: Faber & Faber 1958.
- The Wealth Within: Self-Help Through a System of Relaxing Meditation. Melbourne: Hill of Content 1978.